# Rezső Somogyi
Rezső Somogyi, właśc. Rezső Steiner (ur. 27 lipca 1887 w Mosdós, zm. 28 listopada 1975 w Budapeszcie) – węgierski zapaśnik walczący w stylu klasycznym. Olimpijczyk ze Sztokholmu 1912, gdzie zajął 26. miejsce w wadze średniej.
Brązowy medalista mistrzostw Europy w 1910; czwarty w 1912 roku.

## Letnie Igrzyska Olimpijskie 1912
| Konkurencja | Eliminacje           | Eliminacje              | Klas. końcowa |
| Konkurencja | Przeciwnik I         | Przeciwnik II           | Miejsce       |
| ----------- | -------------------- | ----------------------- | ------------- |
| 75 kg       | Martin Klein (RUS) P | Fritz Johansson (SWE) P | 26.           |